# Sorokodubî, Nemîriv
Sorokodubî (în ucraineană Сорокодуби) este un sat în comuna Hraboveț din raionul Nemîriv, regiunea Vinnița, Ucraina.

## Demografie
Componența lingvistică a localității Sorokodubî
     Ucraineană (95,8%)
     Română (2,1%)
     Rusă (1,75%)
Conform recensământului din 2001, majoritatea populației localității Sorokodubî era vorbitoare de ucraineană (95,8%), existând în minoritate și vorbitori de română (2,1%) și rusă (1,75%).